# Drew Eubanks

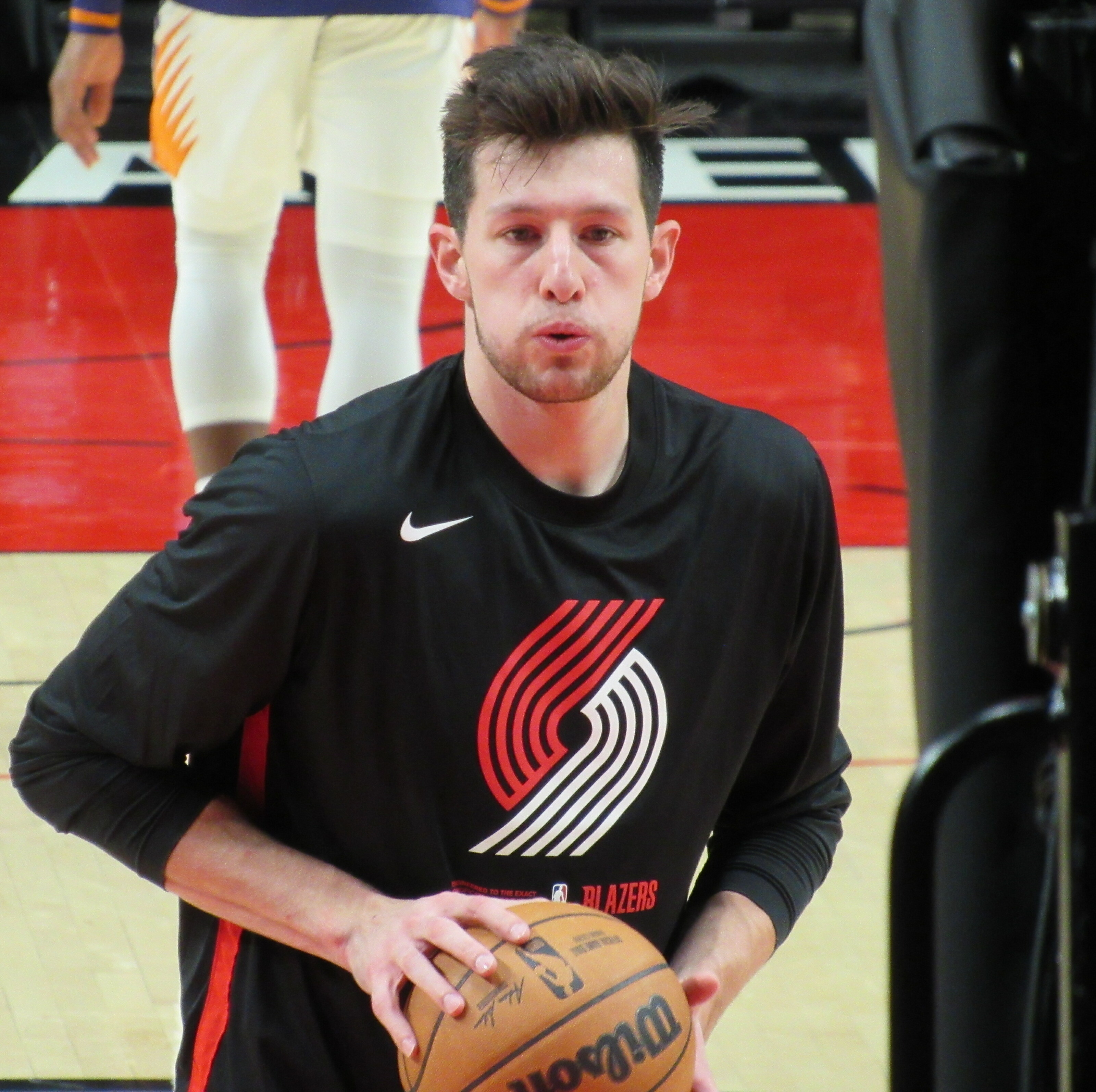
Drew Eubanks, 2022.

Drew Eubanks, född 1 februari 1997 i Starkville i Mississippi, är en amerikansk professionell basketspelare (C/PF) som spelar för Sacramento Kings i National Basketball Association (NBA). Han har tidigare spelat för San Antonio Spurs, Portland Trail Blazers, Phoenix Suns, Utah Jazz och Los Angeles Clippers.
Eubanks blev aldrig NBA-draftad.
Innan han blev proffs studerade Eubanks vid Oregon State University och spelade för deras idrottsförening Oregon State Beavers.